# 先読み!夕方ニュース
『先読み!夕方ニュース』（さきよみ!ゆうがたニュース）は、NHKラジオ第1放送とNHKワールド・ラジオ日本で2015年3月30日から2018年3月30日まで平日17時から18時50分（原則）に放送された報道番組である。本稿はその前身、2008年度から2014年度まで放送された『私も一言!夕方ニュース』（わたしもひとこと!ゆうがたニュース）も含めて説明する。

## 内容
1992年から2008年まで平日18時 - 18時50分の枠で放送されていた『NHKラジオ夕刊』の放送枠を2時間に拡大し、1日の動きをより深く、判りやすく、またリスナーにも番組に参加してもらいやすい報道・情報番組を目指そうというコンセプトの下に、2008年3月31日から『私も一言!夕方ニュース』という題名で放送が開始された。
具体的には、その日ごとに「ニュースここ一番」と銘打って、時事の問題（例・特定財源関連、高齢者の医療保険制度変更、食料や原油など生活関連物資の値上がりなど）を取り上げ、専門家（NHKの解説委員やシンクタンクの研究員、大学の教授など）による解説と、これに対するリスナーからの投稿（電子メール、ファクス、留守番電話、Twitter）も交えて番組を進めるスタイルを主体にする。
これに伴い17時・18時台のニュース（17時02分頃から約13分間、18時00分から約5分間）を内包・統合する。ニュースは、17時台は2分ごろが番組パーソナリティの両人が担当し、18時台はその日担当する13:00、15時台、16時台のラジオ第1ニュースのアナウンサー（日替わり）が担当する（ただし、大相撲中継期間中や国会中継などで18時台のみ放送の時はそのまま番組パーソナリティが担当）。
2008年度は原則祝日も放送していたが、2009年度から祝日は休止（特集番組に差し替え。ニュースは17時・18時にそれぞれ5分間放送）となった。2010年度の祝日は3月21日（春分の日）に、2011年度の祝日は4月29日（昭和の日）に通常放送を行った。
2015年度からは番組タイトルを『先読み!夕方ニュース』に改題してリニューアルし、畠山智之、黒崎瞳が担当している。
2018年3月30日をもって終了。10年の歴史に幕を閉じた。このコンセプトは4月2日から、18時から20時に「NHKきょうのニュース」をフロート番組のコーナーとして内包した「Nらじ」に引き継がれた。

## タイムテーブル

### 2015年度
- 17:00 オープニング・番組内容紹介
- 17:02頃 全国のニュース
- 17:15頃 きょうの焦点
- 17:20頃 夕方トピック
- 17:30頃 音楽（地域により道路交通法の規定に基づく、JARTIC（日本道路交通情報センター）からの交通情報）
- 17:32頃 夕方ホットトーク
- 17:47頃 気象情報
- 17:50頃 お便り紹介
- 17:55 各地のニュース・気象情報・交通情報
- 18:00 全国のニュース（日勤のアナウンサーが担当する）
- 18:05頃 6時台オープニング・ニュースのポイント
- 18:15頃 特集
- 18:28頃 音楽（地域によりJARTIC（日本道路交通情報センター）交通情報）
- 18:30頃 特集
- 18:45頃 気象情報・エンディング（エンディングでは司会者の紹介をした後「先読み!夕方ニュース、それではまた、あした（金曜は「来週」）」と言って終わる）

プロ野球放送日の木曜日・金曜日
- 17:00 オープニング・番組内容紹介
- 17:02頃 全国のニュース
- 17:10頃 きょうの焦点
- 17:14頃 特集
- 17:30頃 音楽（地域により交通情報）
- 17:32頃 特集
- 17:51頃 気象情報・エンディング（エンディングでは司会者の紹介をした後「先読み!夕方ニュース、それではまた、あした（金曜は「来週」）」と言って終わる）

大相撲期間中
- 18:00 オープニング・番組内容紹介
- 18:01頃 全国のニュース
- 18:11頃 きょうの焦点又はニュースのポイント
- 18:15頃 特集
- 以降は通常と同じ

### 2014年度
- 17:00 オープニング・番組内容紹介
- 17:02頃 全国のニュース
- 17:11頃 きょうの焦点
- 17:19頃 夕方トピック
- 17:28頃 音楽（地域により交通情報）
- 17:30頃 夕方ホットトーク
- 17:47頃 気象情報
- 17:50頃 お便り紹介（プロ野球中継がある日はここでエンディング）
- 17:55 各地のニュース・気象情報・交通情報
- 18:00 全国のニュース（日勤のアナウンサーが担当する）
- 18:05頃 6時台オープニング・ニュースのポイント
- 18:15頃 夕方特集 私も一言!
- 18:28頃 音楽（地域により交通情報）
- 18:30頃 夕方特集 私も一言!
- 18:45頃 気象情報・エンディング（エンディングでは司会者の紹介をした後「私も一言!夕方ニュース、それではまた、あした（金曜は「来週」）」と言って終わる）

大相撲期間中
- 18:00 オープニング・番組内容紹介
- 18:01頃 全国のニュース
- 18:11頃 きょうの焦点又はニュースのポイント
- 18:15頃 夕方特集 私も一言!
- 以降は通常と同じ

### 2013年度まで
- 17:00 オープニング・番組内容紹介
- 17:05頃 全国のニュース
- 17:10頃 ニュースに一言!
- 17:20頃 私たちも一言!・現場から一言・さとみの気象散歩
- 17:28 音楽（地域により交通情報）
- 17:30 ホッと天気（プロ野球中継がある日は休止）
- 17:33頃 ニュースここ一番!
- 17:50頃 気象情報（プロ野球中継がない日は休止。またプロ野球中継がある日はここでエンディング）
- 17:55 各地のニュース・気象情報・交通情報
- 18:00 6時台オープニング（大相撲期間はここがオープニング）・番組内容紹介
- 18:05頃 全国のニュース
- 18:10頃 解説・ニュースの魂
- 18:28 音楽（地域により交通情報）
- 18:30　ここに注目!（大相撲期間中は「ニュースの魂」）
- 18:45頃 さとみの気象散歩・エンディング（エンディングでは司会者の紹介をした後「私も一言!夕方ニュース、ではまた、あした（金曜は「来週」）」と言って終わる）

## 出演者
- 総合司会：畠山智之（エグゼクティブアナウンサー、2015年度から）、黒崎瞳（ラジオセンター契約アナウンサー、2015年度から）
- コメンテーター：早川信夫（NHK解説委員、2014年度から）、出石直（NHK解説委員）、合瀬宏毅（NHK解説委員）、城本勝（NHK解説委員）、関口博之（NHK解説委員）、二村伸（NHK解説委員）、山崎登（NHK解説委員）
- 気象予報士：弓木春奈（ウェザーマップ所属の気象予報士、2014年度から）

## 過去の出演者
- 伊藤博英（NHKアナウンサー、2008年度 - 2011年度）
- 末田正雄（嘱託アナウンサー、2012年4月 - 2015年3月）
- 相原恵理子（気象予報士 2008・2009年度。2010年4月から2015年3月までは土曜日・日曜日のラジオあさいちばんの気象コーナーを担当）
- 佐々木聡美（ウェザーマップ所属の気象予報士　2010 - 2013年度）
- 堀徹男（元NHK解説委員。ジャーナリスト）（ご意見番 2008年度 - 2010年度）
- 有江活子（NHKラジオセンター専属契約キャスター）（2008年3月31日 - 2013年3月29日）
- 柴原紅（ラジオセンター契約アナウンサー、2013年4月 - 2015年3月）
- 園田矢（元NHK解説委員・2011年4月 - 2014年3月20日）
- 五十嵐公利（NHK部外解説委員、- 2015年3月）

## 放送時間の例外
- 大相撲期間中（奇数月）は18時スタート。大相撲の取り組み（打ち出し）が遅くなる時があり、その場合は放送開始時間が1 - 2分遅れることがある。
- 春休み・夏休みの高校野球期間中は試合展開により休止、または短縮あり。高校野球期間の短縮放送である場合は最新ニュース・天気・「ニュースの魂」の生放送と、過去に放送された特集やインタビューのアンコール放送などに当てる。
  - 祝日は原則として特別番組のため休止となるが、2008年11月24日（勤労感謝の日の振替休日）は、通常通り17時から放送された。祝日の場合、通常通りの時間で放送される場合や短縮される場合、特別番組で休止される場合（17時・18時から5分間のNHKニュースに変更）がある。
  - 2014年8月20日の放送は当初高校野球の試合終了後から（試合展開により休止）を予定していたが、広島市で起きた集中豪雨災害に関連したニュースを放送するため、予定を変更して18時から50分間放送し、高校野球の放送はFMに迂回して行った[2]
- NHKプロ野球放送日（原則上半期木曜・金曜）は17時55分まで（大相撲期間中はかつて18:00 - 18:20の放送だったが、現在は番組自体休止となる）、18時からは5分間、NHKニュースを放送（ただし、放送予定のプロ野球の試合が雨天などで中止になったり、移動日等で中継カードがない場合は通常放送となる。また、試合開始が18:30の場合は、本番組を18:20まで放送する場合がある）。
- NHKワールド・ラジオ日本は、月 - 水曜日の放送は17:55 - 18:30まで放送を一時中断して以下の別番組に差し替え、18:30から飛び乗りで再び同時放送を行う。これは木曜･金曜でNHKプロ野球の放送がない場合も同様となる。ただし、国際放送独自編成時間帯と総理記者会見とで時間帯がかぶる場合は総理記者会見の国内同時放送が優先される。また、国際放送独自編成時間帯に大規模地震・津波警報発令による全波一斉放送の臨時ニュースがあった場合でも国内同時放送が優先される。なお、特別番組で番組自体が休止となる平日と重なる祝日では国際放送独自編成のニュースを土日と同様16時台に放送し、18時台にラジオ第1同時放送でニュースを放送。
  - 17:55 - 18:00、18:20 - 18:30 海外安全情報（東日本大震災特設ニュース期間中は休止し、前者は関東地方のニュースをそのまま放送。後者は4月1日まで18:20飛び乗りの形で本番組を同時放送し、4月4日と5日はみんなのうたの後に放送された）。
  - 18:00 - 18:20 国際放送独自制作の日本語ニュース
  - 2013年度は番組改編で国際放送独自制作の日本語ニュースが18:00 - 18:15とこれまでの20分間から15分間に短縮されることに加え、18:20 - 18:30枠の海外安全情報が廃枠となるため、飛び乗りの開始時刻が18:16に繰り上がる。
- 2011年1月24日は終了時間が通常より2分早い18:48だった。これはNHK会長を務めた福地茂雄が退任（当日で任期満了）に当たっての挨拶を放送するためである（国際放送はフィラー音楽に差し替え）。
- 2011年3月14日 - 25日は、本来であれば大相撲中継のため全国的に18時台のみであるが、大相撲春場所中止のため通常通りとなった。しかし、東日本大震災の特設ニュースを中心に放送。関西地方は『関西ラジオワイド』（これも大相撲開催期間は本来休止であるが、大相撲中止のため通常放送を予定していた）を休止し、他地域と同様そのまま本番組を17時台から放送。18日まではFM放送でも一部安否情報に差し替えつつも同時放送される（FM放送はステレオ放送）。その後5月6日までは「関西ラジオワイド」は16時台のみ通常放送となっていたが、17時台の「-夕方ニュース」は関西地区もネット受けをしていた。なお、5月9日から「関西ラジオワイド」は17時台の放送を再開した。

## 私も一言!夕方ニュース・年末長時間特番
- 2010年12月28日には『あなたの声を聞かせてください～私も一言!ニュース2010～』と題した本番組の拡大版を17:00～23:00の6時間にわたり放送。関西地方も『関西ラジオワイド』が休止となるため他地域と同じく17:00開始となる。体裁としては、毎年12月30日前後に19時半から21時に生放送された「ニュースハイライト」の放送日を前倒し、さらに放送時間を大幅に拡大したものである（平年、仕事納めの12月28日で年内の放送が終わるNHKジャーナルはこの6時間特番のため、2010年は12月27日で終了となった）。
  - 中断ニュース（全国）は18:00 - 18:05（国際放送は独自編成の日本語ニュースと海外安全情報の放送のため18:00 - 18:30）、19:00 - 19:30（19:25 - 19:30は各局ローカル。FM放送も同時）、20:00 - 20:05、21:00 - 21:05、22:00 - 22:05にそれぞれ放送。
  - ゲストに堺屋太一、増田寛也（元総務大臣）、残間里江子（ラジオ第1の「どよう楽市」司会）、山田まりやを招き、1年のニュースを振り返る。なお山田は前半・21時まで、代わって21時からの後半に堺屋が出演した。
- 2011年も同様に12月28日に「大震災にまけない!! ニュース2011」と題した長時間スペシャルをやはり17時から23時の6時間生放送（関西地区も同様。NHKジャーナルも12月27日で終了）で実施。
  - 今回は東日本大震災からの復興を最大のテーマとし、ゲストに大友康平（HOUND DOG）、香山リカ、和合亮一（以上3氏第1部）、御厨貴、増田寛也、佐野眞一（以上3氏第2部）を迎えた。
- 2012年も12月28日にこの番組とNHKジャーナルをベースとした「ラジオがつなぐ2012」と題し、17:05ごろ - 23:00まで3部構成で展開した。
  - 第1部（17:05ごろ - 18:50） 「どこまで行った?震災復興」（東日本大震災からの復旧・復興の課題）　ゲスト・千住真理子、片山善博、ダニエル・カール
  - 第2部（19:30 - 20:55）「"金"のニッポン輝いて」（スポーツ・文化）　ゲスト・村田諒太、生島淳、八代嘉美
  - 第3部（21:05ごろ - 23:00）「揺らぐ時代の指針」（政治・経済・社会）　ゲスト・御厨貴、雨宮処凛、金子勝
  - 総合司会　第1・3部は末田正雄、第2部は坂本朋彦（NHKジャーナル総合司会）、第1-3部通しで有江活子がスタジオ進行役、齋暢子（NHKジャーナルサブ司会）がレポーターを務めた
- 2013年は「ニュースで読み解く2013」をテーマに12月27日に放送されたが、従来の長時間型のものではなく、2部構成・合計3時間のものとなった。
  - 第1部（17:05ごろ - 18:50）「日本と世界の今」　ゲスト：御厨貴、柳田邦男、萩原博子、吉崎達彦
  - 第2部（20:00 - 21:00）「あすへの希望を探る」（通常は20時の定時ニュース（5分）を別枠で放送するが、この日に限り定時ニュースを内包する）　ゲスト：堺屋太一、高橋源一郎
  - 総合司会　末田正雄、柴原紅
- 2014年も同様のテーマ・構成で「ニュースで読み解く2014」として12月26日に放送された。
  - 第1部（17:05頃 - 18:50）「日本と世界の今」　ゲスト：増田寛也、寺島実郎、真壁昭夫、柳田邦男
  - 第2部（19:45 - 20:55）「地方から希望を探る」（通常、19時台1時間を使う「NHKきょうのニュース」は19:44まで放送（全国ニュースは19:30まで、19:30 - 19:44はローカルニュースで、列島リレーニュースは休止）とした）　ゲスト：増田寛也、山内明美、柳田邦男、藤田志穂
  - 総合司会　末田正雄、柴原紅

## 差し替え
この番組は17時台を中心に地域番組に差し替えられることがあるが、2013年度はその傾向がより強まっている。ただし、この番組の内容によっては全国ネットを放送するケースもあるほか、差し替える地域でもネットラジオサービス2者（「らじる★らじる」及び「radiko」）で東京を選択した場合、NHKワールド・ラジオ日本（18時台冒頭15分は除く）で常時聴取可能。放送日については、特記のないものは平日の毎日となる。
札幌局・函館局・旭川局・帯広局（北海道全域）
2013年度から毎週木曜 『北海道まるごとラジオ』（17時台を差し替え）
仙台局（宮城県のみ）
2012年度から『宮城100%井戸端ラジオ ゴジだっちゃ!』（17時台を差し替え）
盛岡局（岩手県のみ）
2014年度から 『まじぇ5時』（17時台を差し替え）
福島局（福島県のみ）
2013年度から2015年度まで　毎週木曜、金曜 『福島のお耳に ふくみみラジオ』（17時台を差し替え）
2016年度から　月曜 - 金曜 『こでらんに5』（17時台を差し替え）
長野局（長野県のみ）
2015年度から『ゆる〜り信州』（17時台を差し替え）
新潟局（新潟県のみ）
2015年度から最終金曜 『にいがたゆうどきラジオ』（17時台を差し替え）
甲府局（山梨県のみ）
2015年度から最終金曜 『かいラジ 〜今すぐやるじゃん!山梨の防災〜』（17時台を差し替え）
名古屋局（東海3県）
2013年度から 『夕刊 ゴジらじ』（17時台を差し替え）
静岡局（静岡県のみ）
2017年度から年に数回『しずラジ!』（17時台を差し替え）
富山局（富山県のみ）
2015年度から不定期金曜『ラジオ富山人』（17時台を差し替え・2016年度よりレギュラー放送として昇格）
金沢局（石川県のみ）
2016年度から毎週金曜 『じわもんラジオ』（17時台を差し替え）
大阪局（関西地方）
『関西ラジオワイド』（17時台を差し替え）
広島局（広島県のみ）
2013年度から2015年度までは毎週金曜「金曜夕方 どぉ〜かいの」（番組全編を完全差し替え）
2016年度から毎週月曜～木曜は「ひろしま　コイらじ」を広島県域で、金曜は中国地方各局持ち回り制作の『中国!ちゅーもく!ラジオ』の番組として「広島アーティスト三昧」を不定期金曜に中国ブロックで放送。（ともに17時台を差し替え）
岡山局（岡山県のみ）
2014年度から最終金曜 『岡山ラジオ・おからじ!』
2016年度からは最終金曜に同番組を『中国!ちゅーもく!ラジオ』の番組として放送。（ともに17時台を差し替え）
鳥取局（鳥取県のみ）
2016年度から第2金曜に『中国!ちゅーもく!ラジオ』の番組として「やしろ荘でごにょごにょ」を放送。（17時台を差し替え）
松江局（島根県のみ）
2016年度から第1金曜に『中国!ちゅーもく!ラジオ』の番組として「まるっと☆しまね」を放送。（17時台を差し替え）
山口局（山口県のみ）
2016年度から第3金曜に『中国!ちゅーもく!ラジオ』の番組として「ラジオYAMAGUTIC」を放送。（17時台を差し替え）
松山局（四国地方）
2014年度から毎週金曜 『四国だ!ゴーゴー』、2016年度は毎週月曜、2017年度からは毎週月曜から木曜まで『ラジオまどんな』（ともに17時台を差し替え）（前者は四国ブロック、後者は愛媛県域）
福岡局（九州・沖縄地方）
2013年度から 『はっけんラジオ』（17時台を差し替え）

## その他
- 2013年度まで「さとみの気象散歩」では佐々木聡美自身がタイトルコールを行っているBGMが流れたが、天気の状況により、タイトルコールの入っていないバージョンが流れることがあった。
- 2009年12月3日の放送では「ニュースここ一番」でウィキペディアが取り上げられた。